# N.º 6 (prueba nuclear)
Prueba No. 6 es el nombre en clave para la primera prueba de China de un  tres etapas dispositivo termonuclear y, también su sexta  prueba de armas nucleares. Era parte del programa "Dos bombas, un satélite".

## Desarrollo
El dispositivo fue detonado en  Base de pruebas de Lop Nur, o con frecuencia apodado como Base de pruebas de armas nucleares de Lop Nur, en Malan, Xinjiang, el 17 de junio de 1967. Con las pruebas exitosas de este dispositivo termonuclear de tres etapas, China se convirtió en el cuarto país en haber desarrollado con éxito un arma termonuclear después de Estados Unidos, Unión Soviética y el Reino Unido. Fue lanzado desde un  Hong-6 (fabricado en China Tu-16) y fue retardado en paracaídas para una explosión en el aire a 2960 metros. La bomba era un dispositivo de tres etapas con un impulsor de  U-235 y de  U-238 reforzado. El  rendimiento fue de 3,3  megatones.
Se ha lanzado la película de las pruebas anteriores de 1966, así como una prueba posterior no identificada.
Era una bomba de hidrógeno de tres etapas, a gran escala y completamente funcional, probada 32 meses después de que China fabricara su primer dispositivo de fisión. Este es el país más rápido en desarrollar esta capacidad.
China había recibido una amplia ayuda técnica de la Unión Soviética para poner en marcha su programa nuclear, pero en 1960, la ruptura entre la Unión Soviética y China se había vuelto tan grande que la Unión Soviética cesó toda asistencia. a China y se negó a ayudar al gobierno chino con su programa nuclear.
El objetivo de China era producir un dispositivo termonuclear de al menos un megatón de rendimiento que pudiera ser lanzado por un avión o transportado por un misil balístico. Varias explosiones para probar diseños de armas termonucleares, características y aumento de rendimiento precedieron a la prueba termonuclear.